# Hermann Goldberger
Hermann Goldberger (* 22. Mai 1854 in Beverstedt, Landkreis Geestemünde; † 1930 in Peoria (Illinois), USA) war ein deutsch-amerikanischer Autor, Journalist und Verleger.

## Leben
Goldberger wanderte 1884 in den damals mehrheitlich von Deutschen besiedelten Bundesstaat Illinois (USA) aus. Er war in Peoria als Journalist, Verleger und Herausgeber  tätig. Goldberger war Lokalredakteur der Tageszeitung Peoria Demokrat, 1885 Gründer und langjähriger Herausgeber der Sonntags-Post sowie von 1901 bis 1903 Teilhaber der Zeitung Volksfreund.
Er war Mitglied im Verband Deutscher Schriftsteller in America, im Deutsch-amerikanischen Nationalbund (National German-American Alliance) und weiteren deutsch-amerikanischen Vereinigungen und setzte sich engagiert für den Erhalt deutscher Kultur ein. So war er auch 1901 Leiter der Theater-Abteilung Thalia im Peoria Turnverein.
Seine zahlreichen deutsch-romantisierenden Gedichte, die er im Laufe vieler Jahre schrieb – wie Freude und Trauer und Uns fehlt der Glaube (beide 1896) oder Heide-Blüten und Bei der blütenduftenden Linde (beide 1911) – wurden in unterschiedlichen Publikationen veröffentlicht. Eine Reihe seiner Gedichte sowie ein Foto finden sich bei Beß, der Goldberger in der Bildunterschrift Goldberger den „Konrad Nies Peorias“ nennt.